# 칸디 알렉산더
캔디 알렉산더(Khandi Alexander, 영어 발음: /ˈkændi/, 1957년 9월 4일 ~ )는 미국의 무용가, 안무가, 배우이다.

## 출연 작품

### 영화
- 어제 오늘 그리고 내일 (1993)
- 포이틱 저스티스 (1993)
- 사회에의 위협 (1993)
- CB4 (1993)
- 슈거 힐(1994, Sugar Hill)
- 메리에겐 뭔가 특별한 것이 있다 (1998)
- 다크 블루 (2002)
- Emmett's Mark (2002)

### 텔레비전
- The Edge (1992)
- NewsRadio (1995-98)
- ER (1995-2001)
- 니키타 (1998)
- 코스비 가족 만세 (1999)
- 뉴욕경찰 24시 (1999)
- The Corner (2000)
- 서드 워치 (2000)
- 루드 어웨이크닝 (2000, Rude Awakening)
- 성범죄수사대: SVU (2001)
- CSI: 마이애미 (2002-09)

### 뮤지컬
- 드림걸스
- 시카고

### 공연
- 휘트니 휴스턴 - 전 세계 투어 공연 (안무 담당)